# James Mercer
James Mercer (Bootle, 15 de janeiro de 1883 — 21 de fevereiro de 1932) foi um matemático inglês.